# Curtiss F7C Seahawk
Le Curtiss F7C Seahawk est un avion militaire de l'entre-deux-guerres américain des années 1920 ayant servi comme avion de chasse dans l'US Navy. Il est le successeur du Curtiss F6C Hawk.

## Conception
Après l'adoption par l'US Navy de chasseurs embarqués propulsés par un moteur en étoile, moins vulnérable et dont la maintenance était réduite, la firme Curtiss réalisa un prototype de chasseur doté d'un moteur de ce type. Désigné Model 42, l'appareil effectua son vol initial en février 1927. Il se présentait comme un biplan avec un plan supérieur en flèche et des réservoirs de carburant logés de chaque côté du fuselage. Le prototype était muni d'un dispositif d'arrêt sur porte-avions.
La production en série de 17 machines fut alors décidée en juin 1927. L'appareil fut expérimenté comme hydravion. Ce ne fut pas un succès, et les 17 exemplaires furent transférés à l'United States Marine Corps qui les mit en service à partir d'août 1927 au sein du squadron VF-5M basé à terre, à Quantico.

## Utilisateurs
- États-Unis
  - US Navy
  - US Marine Corps

## Versions
- F7C-1 : 17 exemplaires construits.